# Eustrangalis anticereducta
Eustrangalis anticereducta är en skalbaggsart som beskrevs av Hayashi 1958. Eustrangalis anticereducta ingår i släktet Eustrangalis och familjen långhorningar. Inga underarter finns listade i Catalogue of Life.